# International Gamers Award
International Gamers Award är ett spelpris som delas ut årligen sedan år 2000 till strategi- och historiska simulations-brädspel. Priset hette från början The Gamers' Choice Award och ändrade till sitt nuvarande namn 2003.

## Vinnare
| År   | Strategispel - flera spelare | Strategispel - två spelare           | Historiskt simulationsspel              |
| ---- | ---------------------------- | ------------------------------------ | --------------------------------------- |
| 2009 | Le Havre                     | Day & Night                          | Unhappy King Charles!                   |
| 2008 | Agricola                     | The Making of the President          | Asia Engulfed                           |
| 2007 | Through the Ages             | Mr. Jack                             | A Victory Lost                          |
| 2006 | Caylus                       | Twilight Struggle                    | Twilight Struggle                       |
| 2005 | Ticket to Ride: Europe       | War of the Ring                      | Sword of Rome                           |
| 2004 | Saint Petersburg             | Memoir '44                           | Lock 'N Load: Forgotten Heroes; Vietnam |
| 2003 | Age of Steam och Puerto Rico | Lord of the Rings: The Confrontation | Hammer of the Scots                     |
| 2002 | San Marco                    | DVONN                                | Wilderness War                          |
| 2001 | The Princes of Florence      | Battle Cry                           | Drive on Paris                          |
| 2000 | Tikal                        | Lost Cities                          | Paths of Glory                          |